# Tohvri nina
Tohvri nina är en udde på Dagö i västra Estland. Den ligger i Emmaste kommun i Hiiumaa (Dagö), 150 km sydväst om huvudstaden Tallinn. Den ligger på södra Dagö, söder om viken Vanamõisa laht och nordväst om Sölasund som skiljer Dagö från Ösel. Närmaste större samhälle är Emmaste, 9,1 km öster om Tohvri nina. 